# Bohemund I av Antiokia

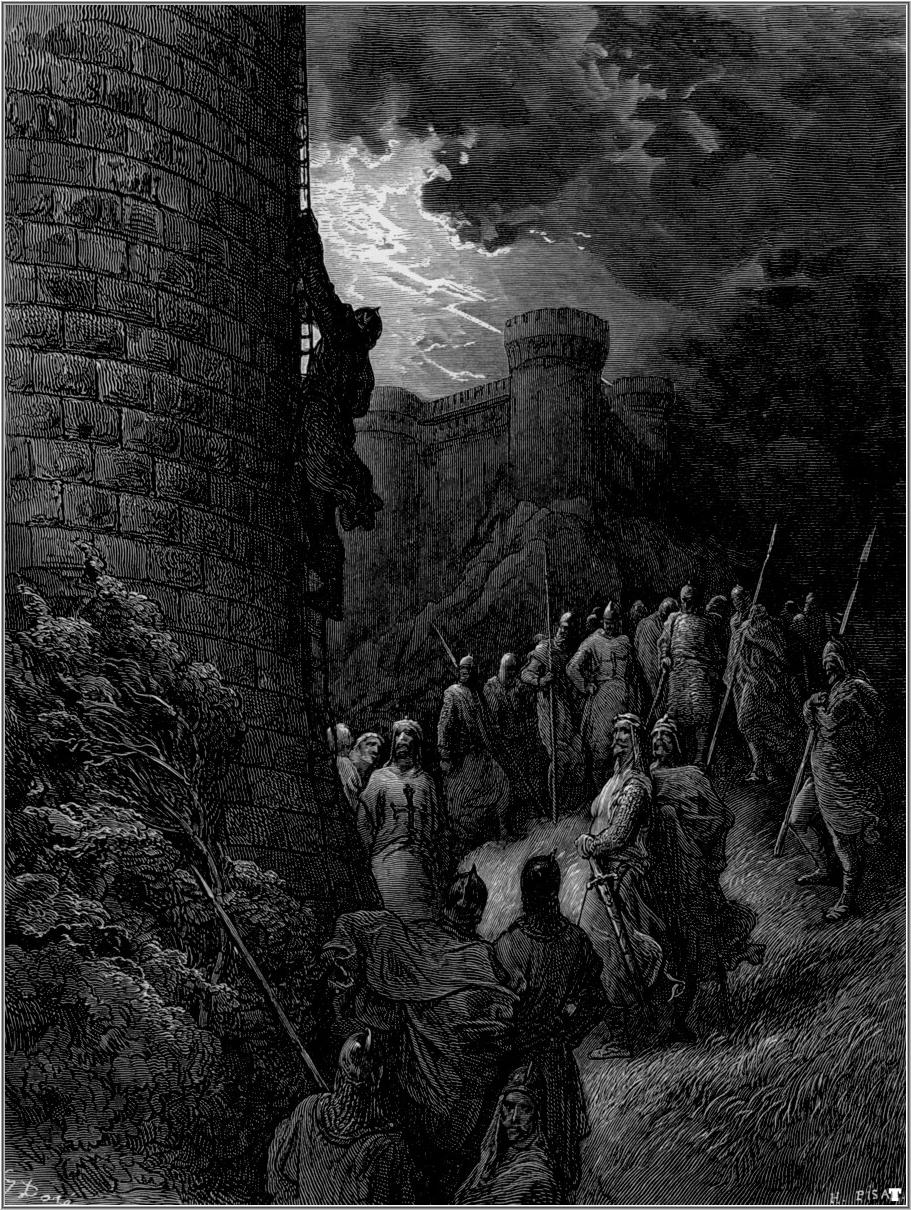
Bohemund klättrar ensam upp för Antiokias mur. Gravyr av Gustave Doré.

Bohemund I (även stavat som Bohemond, Boamund eller Boamundus), född cirka 1058, död den 3 mars 1111, var furste av Taranto och Antiokia och far till Bohemund II av Antiokia.
Bohemund var en av de främsta ledarna av det första korståget och dess överbefälhavare från och med hans rådiga och hårdnackade motstånd mot turkarna vid Slaget vid Dorylaeum den 1 juli 1097 tills hans dristiga erövring av det tungt befästa Antiokia i maj 1098, då han enligt legenden var den förste att nattetid klättra över ett obevakat muravsnitt och med endast femtio normandiska riddare stå emot stadens försvarare länge nog för att släppa in resten av korsfararna genom stadsportarna. Efter segern bildades furstendömet Antiokia som en av korsfararstaterna. 
Han var äldste son till den normandiske erövraren Robert Guiscard och deltog i faderns krig mot bysantinska riket och blev furste av Tarent. Med sin bror Roger II av Sicilien skapade han sig vidsträckta besittningar på Italiens sydspets, på Sicilien. 1096 slöt han sig till Gottfrid av Bouillon och blev tillsammans med denne första korstågets främsta ledare. Redan 1097 träffade han den bysantinske kejsaren i Konstantinopel och avlade länsed för denne. Bohemund avstod efter att han befäst sin maktställning som herre över Antiokia från att följa med korståget för att erövra Jerusalem, utan kvarstannade i Antiokia och skapade ett eget österländskt furstendöme. Hans kamplystne systerson Tankred var dock en av de första att storma Jerusalems murar när staden föll 1099. Bohemund råkade 1100 i muslimsk fångenskap men frigavs 1103 och reste 1104 tillbaka till Europa under förevändning att anskaffa nya hjälptrupper. Där gifte han sig med Constance, en fransk prinsessa, och sökte sedan 1107 med en nyrustad här strid med kejsar Alexius I Komnenus av det bysantinska riket, vilken motarbetat honom i Antiokia, men besegrades och tvingades därefter att acceptera bysantinsk överhöghet över Antiokia. Han dog den 3 mars 1111 i staden Canosa di Puglia i Apulien.